# Pinsot
Pinsot is een plaats en voormalige gemeente in het Franse departement Isère in de regio Auvergne-Rhône-Alpes en telt 175 inwoners (2005).  De plaats maakt deel uit van het arrondissement Grenoble.

## Geschiedenis
Pinsot is op 1 januari 2019 gefuseerd met de gemeente La Ferrière tot de gemeente Le Haut-Bréda. 

## Geografie
De oppervlakte van Pinsot bedraagt 24,2 km², de bevolkingsdichtheid is 7,2 inwoners per km².
De onderstaande kaart toont de ligging van Pinsot met de belangrijkste infrastructuur en aangrenzende gemeenten.

## Demografie
Onderstaande figuur toont het verloop van het inwonertal.

## Bekende inwoners
- Jules David (1848-1923) - fotograaf